# Nice for What
Nice for What is een nummer van de Canadese rapper Drake uit 2018. Het is de tweede single van zijn vijfde studioalbum Scorpion.
Het nummer kent invloeden uit de R&B uit de jaren '90 en de vroege jaren '00. In "Nice for What" zijn samples verwerkt uit de nummers "Ex-Factor" van Lauryn Hill, "Drag Rap" van The Showboys, en "Get Your Roll On" van Big Tymers. Het nummer leverde Drake in veel landen een gigantische hit op. Het veroverde de nummer 1-positie in onder andere Drake's thuisland Canada en in de Amerikaanse Billboard Hot 100. In het Nederlandse taalgebied deed het nummer het iets minder goed. In Nederland bleef het steken op een 2e positie in de Tipparade, terwijl het in de Vlaamse Ultratop 50 een bescheiden 20e positie haalde.